# 墨西哥城地鐵2號線
墨西哥城地鐵2號線（西班牙語：Línea 2 del Metro de la Ciudad de México）是墨西哥城地鐵12條路線之一。
2號線以藍色標示，由東西走向並在市中心轉往南北走向。此線以墨西哥城與墨西哥州的邊界開始，城市南面結束。
此線在1975年10月20日發生墨西哥城歷史上最慘烈的意外，兩列地鐵在高架橋站相撞。意外當時其中一列列車停在月台上載客，而另一列列車沒有及時停下，造成20人死亡，更多人受傷。意外後，所有路線都安裝了自動交通燈號。